# James Kennedy (ingeniero)
James Kennedy (13 de enero de 1797 - 25 de septiembre de 1886) fue un ingeniero de locomotoras y de barcos de vapor escocés. Fue uno de los socios de la compañía fabricante de locomotoras Bury, Curtis and Kennedy.  

## Semblanza

### Primeros años
Kennedy nació en el pueblo de Gilmerton, cerca de Edimburgo, Escocia. Fue aprendiz a la edad de 13 años en un  taller mecánico cerca de Dalkeith, donde permaneció durante cinco años. Pasó algunos años trabajando como ingeniero industrial,  manteniendo motores de cabrestantes y de bombeo en varios lugares antes de mudarse a Laverock Hall (actualmente Larkhall ) cerca de Hamilton, donde se empleó para instalar motores de bombeo y de cabrestantes de su propio diseño. 

### Robert Stephenson y Compañía
Cuando esraba en Liverpool para supervisar la instalación de un motor marino, conoció a George Stephenson, quien estaba fundando su factoría de fabricación de locomotoras, Robert Stephenson and Company, en Newcastle-upon-Tyne. Stephenson nombró gerente a Kennedy en 1824. Mientras estuvo en este puesto,  construyó dos pares de motores de cabrestante estacionarios y planificó la construcción de las tres primeras locomotoras para la apertura del Ferrocarril de Stockton y Darlington en 1825.

### Bury, Curtis y Kennedy
En 1825 dejó Stephenson para regresar a Liverpool como gerente de Mather, Dixon and Company, pero muy pronto se unió al constructor de locomotoras Edward Bury and Company como capataz de la Fundición Clarence. En 1842 se convirtió en socio de la empresa, renombrada como Bury, Curtis and Kennedy.

### Thomas Vernon and Son
Desde 1844 también actuó como gerente del constructor naval de Liverpool Thomas Vernon and Son, donde introdujo las cubiertas con vigas de hierro. 

## Reconocimientos
Fue miembro fundador de la Institución de Ingenieros Mecánicos en 1847, convirtiéndose en su presidente en 1860.

## Muerte
Murió en 1886 en su casa, Cressington Park, Garston, cerca de Liverpool. Le sobrevivió su esposa, Adelaide. 